# Iuiú
Iuiú is een gemeente in de Braziliaanse deelstaat Bahia. De gemeente telt 10.994 inwoners (schatting 2019).

## Verkeer en vervoer
De plaats ligt aan de weg BA-160.